# Бели Дрим
Бели Дрим (алб. Drini i Bardhë) је једна од две реке чијим спајањем настаје река Дрим у Албанији. Друга река је Црни Дрим. Њих две се спајају у североисточној Албанији код града Кукеша.
Дужина Белог Дрима је 175 km (156 у Србији, 19 у Албанији). Река извире са планине Жљеб у Метохији, северно од Пећи. Река протиче кроз полу-крашку регију Метохију. У почетном делу тока, Брели Дрим је река понорница, која се појављује као снажан извор и водопад висине 25 метара близу села Радовац. Извор реке у подножју Русолије налази се на надморској висини од 580 m, а кота места спајања са Црним Дримом је на 240,8 m.
Бели Дрим тече на исток, поред Пећке бање, затим прима воде притоке Источка река, а ток скреће ка југу. Остатак тока пролази кроз веома плодну и густо насељену централну Метохију, познату и као Подримље. Необично је да се велики градови овог подручја не налазе на самој реци (Пећ, Ђаковица, Призрен). Највеће место уз Бели Дрим је Клина.
Бели Дрим има пуно значајних притока: Пећка Бистрица, Дечанска Бистрица, Ереник су десне, а Источка река, Клина, Мируша, Римник, Топлуга и Призренска Бистрица су леве притоке.
Слив Белог Дрима покрива површину од 4.360 km² у Србији. Албански део слива има површину од 604 km². У овом делу реке не постоје насеља, а река прима леву притоку Плавску реку, која долази из области Горе. Ток реке Бели Дрим није плован.
Вештачко хидроакумулационо језеро Фјерза је поплавило обалу уз целокупан ток кроз Албанију, и део тока кроз Србију.